# قضاء الشيخان
قضاء الشيخان هو قضاء في محافظة نينوى في شمال العراق، مساحته 1259 كيلومتراً مربعاً، ومركز القضاء عين سفني، أسس القضاء يوم 16 كانون الأول سنة 1924، يشكّل الأكراد واليزيديون والآشوريون أغلب سكّانه. كان عدد سكان القضاء 36427 في سنة 1977، وصار العدد 54559 في سنة 1987، وفي سنة 2003 قُدر عددهم أنه 90590 وفقاً لبرنامج الغذاء العالمي، قضاء الشيخان يحده من الشمال مدينة العمادية بمحافظة دهوك، ومن الشرق قضاء عقرة، ومن الجنوب قضاء الحمدانية، ومن الغرب قضاء تلكيف. تقع بلدة باعذرة في قضاء الشيخان التي تُعتبر العاصمة السياسية للإيزيديين.